# Jaak Lipso
Jaak Lipso (en russe : Яак Эдуардович Липсо, romanisé : Iaak Edouardovitch Lipso), né le 18 avril 1940 à Tallinn et mort le 3 mars 2023, est un ancien joueur estonien de basket-ball, évoluant au poste de pivot. Il est ensuite devenu entraîneur.

## Carrière

### Palmarès
- Finaliste des Jeux olympiques 1964
- Médaille de bronze aux Jeux olympiques 1968
- Champion du monde 1967
- Médaille de bronze au championnat du monde 1970
- Champion d'Europe 1963
- Champion d'Europe 1965
- Champion d'Europe 1967